# ISO/IEC 19770
ISO/IEC 19770 es un estándar internacional relacionado con la gestión de activos de software (SAM). La familia está constituida por cuatro partes:
1. ISO/IEC 19770-1 establece un conjunto base de procesos para la gestión de activos de software (SAM). Dicho procesos se dividen en niveles para permitir la implementación, evaluación y reconocimiento de activos de manera incremental.[1]
2. ISO/IEC 19770-2 Provee un estándar de datos para etiquetas de identificación de activos de software.
3. ISO/IEC 19770-3 Provee una definición técnica de un esquema XML que encapsula detalles de las titularidades del software.
4. ISO/IEC 19770-4 Provee un estándar internacional para la medición de utilización de recursos, con una estructura estandarizada que contiene información sobre los recursos que están relacionados con el uso de un activo de las TIC.

Complementario a estas tres partes, también se ha desarrollado títulos relacionados con una introducción a SAM y un glosario general.

## Procesos SAM
El estándar define tres categorías de procesos: 
- Gestión organizacional
  - Ambiente de control
  - Procesos de planificación e implementación
- Procesos nucleares de SAM
  - Inventario
  - Verificación y Cumplimiento
  - Gestión de operaciones e interfaces
- Procesos básicos
  - Procesos de ciclo de vida SAM